# Абиску
А́биску, Абиску-Эстра (швед. Abisko) — сельское поселение (småort) в шведском лене Норрботтен, на территории исторической провинции Лаппланд.
Абиску находится в 39 км от шведско-норвежской границы и на 195 км севернее северного полярного круга. Население составляет 89 человек. Входит в коммуну Кируна; расположено на берегу одного из крупнейших в Швеции озера Турнетреск и является начальным и конечным пунктом пешего маршрута Кунгследен. В двух километрах западнее села находится открытая в 1902 году туристическая станция Abisko Turiststation. Абиску лежит на границе основанного в 1909 году национального парка Абиску.
Возле Абиску проходят европейский автомобильный маршрут E10 и железнодорожная линия Мальмбанан, по которой курсируют обслуживаемые Veolia Transport поезда, следующие по маршруту Нарвик-Стокгольм. На территории села находится железнодорожная станция Абиску-Эстра (Abisko Östra), кроме того отдельная станция Abisko Turiststation расположена возле туристической станции.
Близ Абиску также находится основанная в 1903 году исследовательская станция Abisko Scientific Research Station, вошедшая в 1935 году в состав Шведской королевской академии наук. На станции, включающей в себя как лаборатории, так и несколько полевых станций, производятся биологические и геологические исследования.
Летом солнце не заходит в Абиску ровно месяц — с 13 июня по 13 июля.